# Якубенко Ганна Єгорівна
Ганна Єгорівна Якубенко (нар. 14 листопада 1931, Козлів) — українська художниця текстилю; член Спілки радянських художників України з 1965 року, поважний член Національної спілки художників України з 2016 року.

## Біографія
Народилася 14 листопада 1931 року в селі Козлівові (нині Бориспільський район Київської області, Україна). 1953 року закінчила Київське училище прикладного мистецтва.
Мешкала в Києві в будинку на вулиці Попудренка № 26, квартира № 45; потім в будинку на вулиці Новодарницькій № 27а, квартира № 73.

## Творчість
Працювала в галузі декоративного мистецтва (художнє оформлення текстилю). Основні твори: Виготовляла рисунки для платтяних та декоративних тканин за мотивами українських орнаменті, вишивок гуцульських рукавів, писанок та інше.
Брала участь у всеукраїнських та зарубіжних виставках з 1960 року.